# Soldanat de Sennar
El Soldanat Funj, també conegut com a Funjistan, Soldanat de Sennar (de la seva capital Sennar) o Soldanat Blau a causa de la convenció del Sudan tradicional de referir-se als negres com blaus. (àrab: السلطنة الزرقاء, as-Salṭana az-Zarqāʾ) va ser una monarquia a l'actual Sudan, al nord-oest d'Eritrea i a l'oest d'Etiòpia. Fundat el 1504 pel poble Funj, es va convertir ràpidament a l'islam, tot i que aquesta abraçada només va ser nominal. Fins que no es va imposar un islam més ortodox al segle xvii, l'Estat va continuar sent «un imperi afro-nubià amb façana musulmana». Va assolir el seu punt àlgid a finals del segle xvii, però va debilitar-se i finalment va caure al segle xviii. El 1821, l'últim soldà (Badi VII), molt reduït en poder, es va rendir a la conquesta egípcia del Sudan (1820-1824) sense lluitar.

## Història

### Orígens
Núbia, representada pels dos regnes medievals de Makuria i Aloa, va començar a declinar a partir del segle XII. Cap al 1365 Makuria s'havia esfondrat pràcticament i es va reduir a un petit regne restringit a la Baixa Núbia, fins que va desaparèixer definitivament cap a 150 anys després. El destí d'Aloa és menys clar. S'ha suggerit que es va ensorrar ja al segle XII o poc després, ja que l'arqueologia suggereix que en aquest període, Soba va deixar d'utilitzar-se com a capital. Cap al segle xiii, el Sudan central semblava haver-se desintegrat en diversos estats menuts. Entre els segles XIV i XV, Sudan va ser dominat per tribus beduïnes. Al segle xv, un d'aquests beduïns, a qui les tradicions sudaneses es refereixen com Abdullah Jammah, es creu que va crear una federació tribal i que posteriorment va destruir el que quedava d'Alodia. A principis del segle xvi, la federació d'Abdullah va ser atacada per un invasor del sud, els Funj.
L'afiliació ètnica dels Funj encara es disputa. La primera i la segona de les tres teories més destacades suggereixen que eren nubians o xíl·luks, mentre que, segons la tercera teoria, els Funj no eren un grup ètnic, sinó una classe social.
Al segle xiv, un comerciant musulmà de Funj anomenat al-Hajj Faraj al-Funi va participar en el comerç del Mar Roig. Segons les tradicions orals, els dinka, que van emigrar riu amunt del Nil Blanc i Blau des de la desintegració d'Aloa el segle xiii, van entrar en conflicte amb els Funj, que van derrotar els dinka. A la fi del segle xv i principis del XVI els xíl·luks van arribar a la cruïlla del Sobat i el Nil Blanc, on es van trobar amb un poble sedentari xil·luk. Les tradicions s'hi refereixen com Apfuny, Obwongo i/o Dongo, un poble ara equiparable amb el Funj. Es deia que eren més sofisticats que els xil·luk, però van ser derrotats en una sèrie de guerres brutals i van ser assimilats o empesos cap al nord. La propaganda anti-Funj del darrer període del regne es referia als Funj com a "pagans del Nil Blanc" i "bàrbars" que s'havien originat als "pantans del sud primitius".
El 1504 els Funj van derrotar Abdallah Jammah i van fundar el Soldanat de Funj.

#### Amenaça otomana i revolta d'Ajib

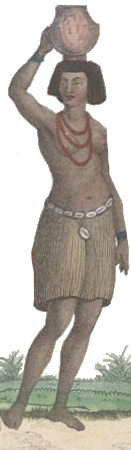
Una jove de Sennar

El 1523 el regne fou visitat pel viatger jueu David Reubeni, que es va disfressar de Xerif. Reubeni va escriure que el sultà Amara Dunqas viatjava contínuament pel seu regne. Ell, que "governava sobre els negres i els blancs" entre la regió al sud de la confluència del Nil fins al nord fins a Dongola, posseïa grans ramats de diversos tipus d'animals i comandava molts capitans a cavall. Dos anys més tard, l'almirall otomà Selman Reis va esmentar Amara Dunqas i el seu regne, anomenant-lo feble i fàcilment conquerible. També va declarar que Amara pagava un tribut anual de 9.000 camells a l'Imperi etíop. Un any després, els otomans van ocupar Suakin, que prèviament estava associat a Sennar. Sembla que per contrarestar l'expansió otomana a la regió del Mar Roig, els Funj es van comprometre en una aliança amb Etiòpia. A més dels camells, se sap que els Funj havien exportat cavalls a Etiòpia, que després es van utilitzar en la guerra contra els musulmans de Zeila i més tard, quan els otomans van intentar expandir els seus dominis a Etiòpia.

Abans que els otomans posessin els seus peus a Etiòpia, el 1555, Özdemir Pasha va ser nomenat Beglerbegi del (encara per conquerir) Habeix. Va intentar marxar riu amunt al llarg del Nil per conquerir el Funj, però les seves tropes es van revoltar quan es van apropar a la primera cataracta del Nil. Tanmateix, fins al 1570, els otomans s'havien establert a Ibrim, a la Baixa Núbia, probablement una mesura preventiva per assegurar l'Alt Egipte de l'agressió de Funj. Catorze anys després havien empès fins al sud fins a la tercera cataracta del Nil i posteriorment van intentar conquerir Dongola, però, el 1585, van ser aixafats pels Funj a la batalla d'Hannik. Després, el camp de batalla, situat al sud de la tercera cataracta del Nil, marcaria la frontera entre els dos regnes. A finals del segle xvi, els Funj van empènyer cap al barri de l'Habeix, conquerint el nord-oest d'Eritrea. En no aconseguir avançar tant contra el Soldanat de Funj com contra Etiòpia, els otomans van abandonar la seva política d'expansió. Així, a partir de la dècada de 1590, l'amenaça otomana va desaparèixer, fent innecessària l'aliança Funj-Etiòpia, i les relacions entre els dos estats estaven a punt de convertir-se en una hostilitat oberta aviat. Tanmateix, fins al 1597, les relacions encara es descrivien com a amistoses, essent el comerç una qüestió florent.
Mentrestant, el govern del sultà Dakin (1568-1585) va veure sorgir Ajib, un rei menor del nord de Núbia. Quan Dakin va tornar d'una campanya fallida a les fronteres etíop-sudaneses, Ajib havia adquirit el poder suficient per exigir i rebre una major autonomia política. Uns anys més tard va obligar el sultà Tayyib a casar-se amb la seva filla, convertint efectivament Tayyib i la seva descendència i successora, Unsa, en els seus vassalls. Unsa va ser finalment destituït el 1603/1604 per Abd al-Qadir II, cosa que va provocar que Ajib envaís el centre de Funj. Els seus exèrcits van empènyer el rei Funj cap al sud-est. Així, Ajib va governar efectivament sobre un imperi que arribava de Dongola a Etiòpia. Abd el-Qadir II, finalment destituït el desembre de 1606, va fugir a Etiòpia i es va sotmetre a l'emperador Susenyos, proporcionant a Susenyos l'oportunitat d'intervenir en els assumptes del Soldanat. No obstant això, el nou sultà de Funj, Adlan I, va aconseguir canviar la guerra contra Ajib, finalment el va matar el 1611 o el 1612. Mentre perseguia les restes de l'exèrcit d'Ajib al nord, Adlan II ell mateix va ser destituït i succeït per un fill de l'antic soldà Abd al-Qadir II, Badi I. Va emetre un tractat de pau amb els fills d'Ajib, acordant dividir factualment l'estat de Funj. Els successors d'Ajib, els Abdallab, rebrien tot al nord de la confluència del Nil Blau i el Blanc, que governarien com a reis vassalls de Sennar. Per tant, els Funj van perdre el control directe sobre gran part del seu regne.

#### Cim del segle XVII

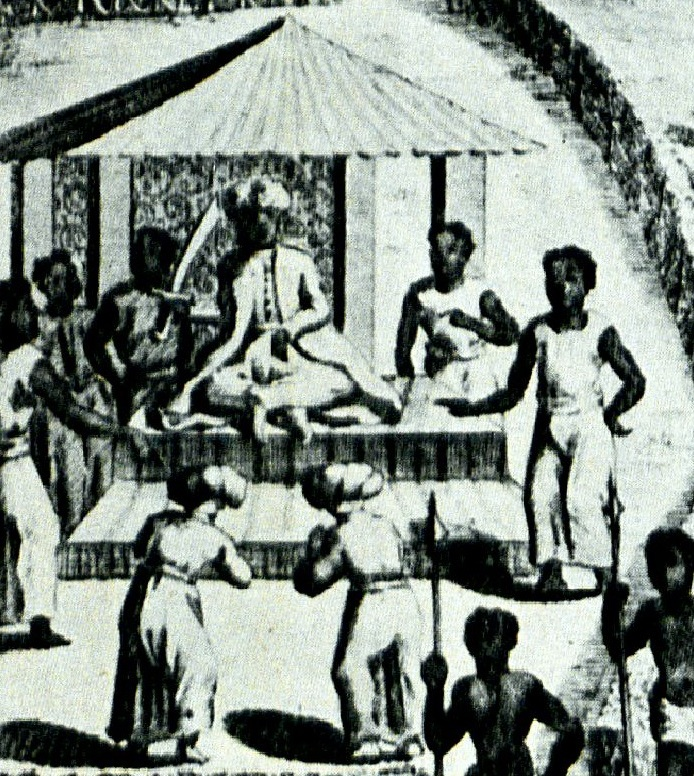
Representació contemporània, encara que romàntica, del sultà Badi III que rep Theodor Krump. Més de 100 anys després, un testimoni presencial descrivia Badi VII, l'últim rei de Funj, amb una túnica i una gorra de banyes de ric teixit indi. Muntava a cavall amb un arnès decorat amb daurat i platejat i un plomall fet de plomes d'estruç.

La submissió d'Abd al-Qadir II a l'emperador etíop i la possibilitat d'una conseqüent invasió van continuar sent un problema per als sultans de Funj. Aparentment, Adlan I havia estat massa feble per fer alguna cosa contra aquesta situació, però Badi I va ser capaç d'ocupar-se'n. Un ric present de Susenyos, que potser va enviar amb la creença que els successors d'Abd al-Qadir II honorarien la presentació d'aquest últim, va ser bruscament contestat amb dos cavalls coixos i primeres incursions de llocs etíops. Susenyos, ocupat en un altre lloc, no respondria a aquest acte d'agressió fins al 1617 quan va atacar diverses províncies de Funj. Aquesta incursió mútua es va intensificar finalment en una guerra de ple dret el 1618 i el 1619, que va provocar la devastació de moltes de les províncies orientals de Funj. També es va lliurar una batalla campal, que les fonts etiopanes van afirmar que va ser una victòria, tot i que això es posa en dubte pel fet que les tropes etíops es retiressin immediatament després. Després de la guerra, els dos països van romandre en pau durant més d'un segle.
El sultà de Funj que va governar durant la guerra, Rabat I, va ser el primer d'una sèrie de tres monarques sota els quals el soldanat va entrar en un període de prosperitat, expansió i va augmentar els contactes amb el món exterior, però també es va enfrontar a diversos problemes nous.
Al segle xvii, els Shilluk i els Sennar es van veure obligats a formar una aliança incòmoda per combatre la creixent força dels dinka. Després de l'aliança, el sultà Badi II va ocupar la meitat nord del regne Shilluk el 1650. Sota el seu govern, els Funj van derrotar el Regne de Taqali a l'oest i van convertir el seu governant (amb el nom de Woster o Makk) en el seu vassall.

#### Caiguda

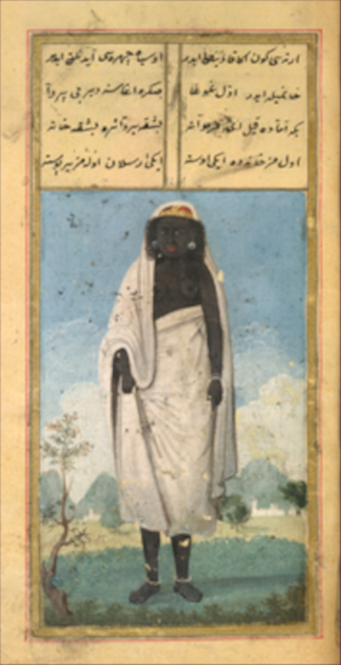
Una dona sudanesa en miniatura otomana de finals del

Sennar es trobava en el seu punt àlgid a finals del segle xvii, però durant el segle xviii va començar a declinar a mesura que el poder de la monarquia es va erosionar. El desafiament més gran a l'autoritat del rei va ser el comerciant finançat per Ulema, que va insistir que era justament el seu deure fer justícia.
Cap al 1718 la dinastia anterior, la Unsab, va ser derrocada en un cop d'estat i substituïda per Nul, que, tot i estar relacionat amb l'anterior sultà, va fundar una dinastia pel seu compte.
El 1741 i el 1743 el jove emperador etíop Iyasu II va realitzar primeres incursions cap a l'oest, intentant adquirir ràpida fama militar. El març de 1744 va reunir un exèrcit de 30.000-100.000 homes per a una nova expedició, que inicialment estava prevista com una nova incursió, però aviat es va convertir en una guerra de conquesta. A la vora del riu Dinder, els dos estats van lliurar una batalla campal, que va anar a favor de Sennar. Iyasu II, va destacar el viatger James Bruce, va saquejar el seu camí de tornada a Etiòpia, cosa que li va permetre mostrar la seva campanya com un èxit. Mentrestant, la repulsió de la invasió etíop de Badi IV el va convertir en un heroi nacional. Les hostilitats entre els dos estats van continuar fins al final del regnat d'Iyasu II el 1755, les tensions causades per aquesta guerra encara es van registrar el 1773. El comerç, però, es va reprendre aviat després del conflicte, tot i que a escala reduïda.

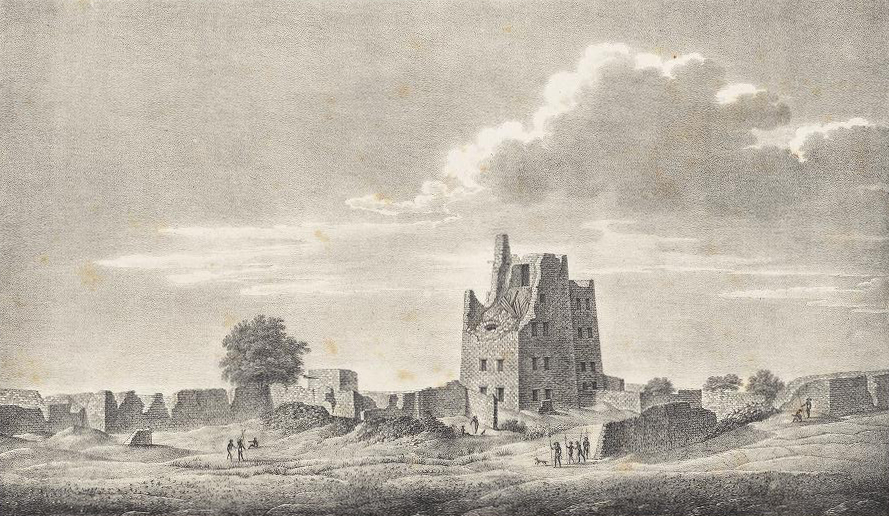
En el moment de la invasió egípcia el 1821, el palau de Sennar ja estava en ruïnes.

S'ha suggerit que va ser la victòria de Badi sobre els etíops la que va enfortir el seu poder; el 1743/4 se sap que va fer executar el seu visir i que va prendre les regnes. Va intentar crear una nova base de poder depurant l'anterior clan governant, despullant la noblesa de la seva terra i empoderant els clients de la perifèria occidental i meridional del seu regne. Un d'aquests clients era Muhammad abu Likaylik, un Hamaj (un terme genèric sudanès aplicat als pobles pre-Funj, no àrabs o semiarabitzats de les zones frontereres de Gezira i Etiòpia-Sudan) de l'est de Fazughli a qui es va concedir terra immediatament al sud de Sennar el 1747/8. Era un comandant de cavalleria encarregat de pacificar Kordofan, que s'havia convertit en un camp de batalla entre els Funj i els Musabb'at, refugiats del Soldanat de Darfur. The Fur va tenir el domini fins al 1755, quan Abu Likaylik va aconseguir finalment superar Kordofan i convertir-lo en la seva nova base de poder. Mentrestant, el sultà Badi va ser cada vegada més impopular a causa de les seves mesures repressives. Finalment, abu Likaylik va ser convençut per nobles Funj descontents, molts d'ells residents a Kordofan, per marxar a la capital. El 1760/1761 va arribar a Alays al Nil Blanc, on es va celebrar un consell en el qual Badi va ser deposat formalment. Després, va assetjar Sennar, al qual va entrar el 27 de març de 1762. Badi va fugir a Etiòpia, però va ser assassinat el 1763. Així va començar la regència de Hamaj, on els monarques Funj no eren més que marionetes dels Hamaj.

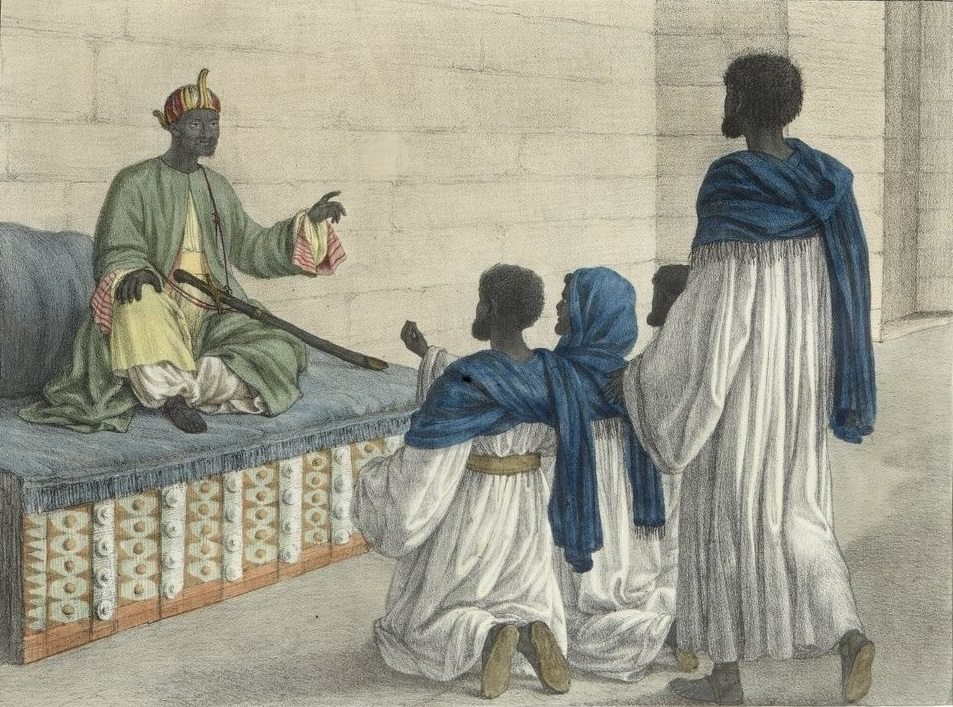
Un rei Funj de Sennar i els seus ministres representat en un llibre de Félix Mengin, 1823

Abu Likaylik va instal·lar un altre membre de la família reial com el seu soldà titella i va governar com a regent. Això va començar un llarg conflicte entre els sultans de Funj que intentaven reafirmar la seva independència i autoritat i els regents de Hamaj que intentaven mantenir el control del veritable poder de l'estat. Aquestes divisions internes van debilitar molt l'Estat i a finals del segle xviii Mek Adlan II, fill de Mek Taifara, va prendre el poder durant un moment turbulent en què s'establia una presència turca al regne de Funj. El governant turc, Al-Tahir Agha, es va casar amb Khadeeja, filla de Mek Adlan II. Això va obrir el camí a l'assimilació dels Funj a l'Imperi Otomà.

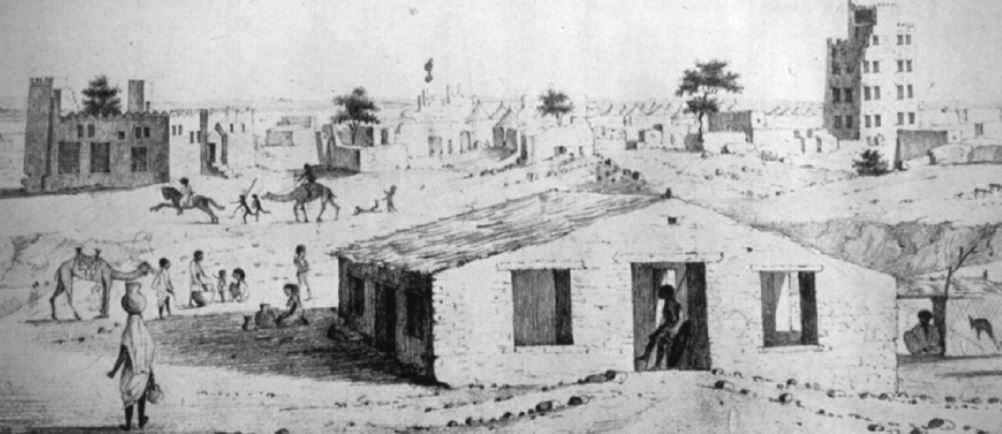
Sennar el 1821

Al final del segle xviii es va produir una ràpida desintegració de l'estat de Funj. El 1785/6, el soldanat de la pell va conquistar Kordofan, que va aconseguir mantenir fins a la invasió egípcia de 1821. A la segona meitat del segle xviii, Sennar va perdre el Tigre - a l'actual Eritrea - davant la naib ("diputada") de Massaua, mentre que després de 1791 Taka al voltant del riu Mareb sudanès es va independitzar. Els Shukriya es van convertir en la nova potència dominant al Butana. Després de 1802, l'autoritat del soldanat es va limitar definitivament a la Gezira. Als primers anys del segle xix, el regne es va veure afectat per excessives guerres civils. El regent Muhammad Adlan, que va pujar al poder el 1808 i el pare del qual havia estat assassinat per un senyor de la guerra d'aquell període, va poder posar fi a aquestes guerres i va aconseguir estabilitzar el regne durant 13 anys més.

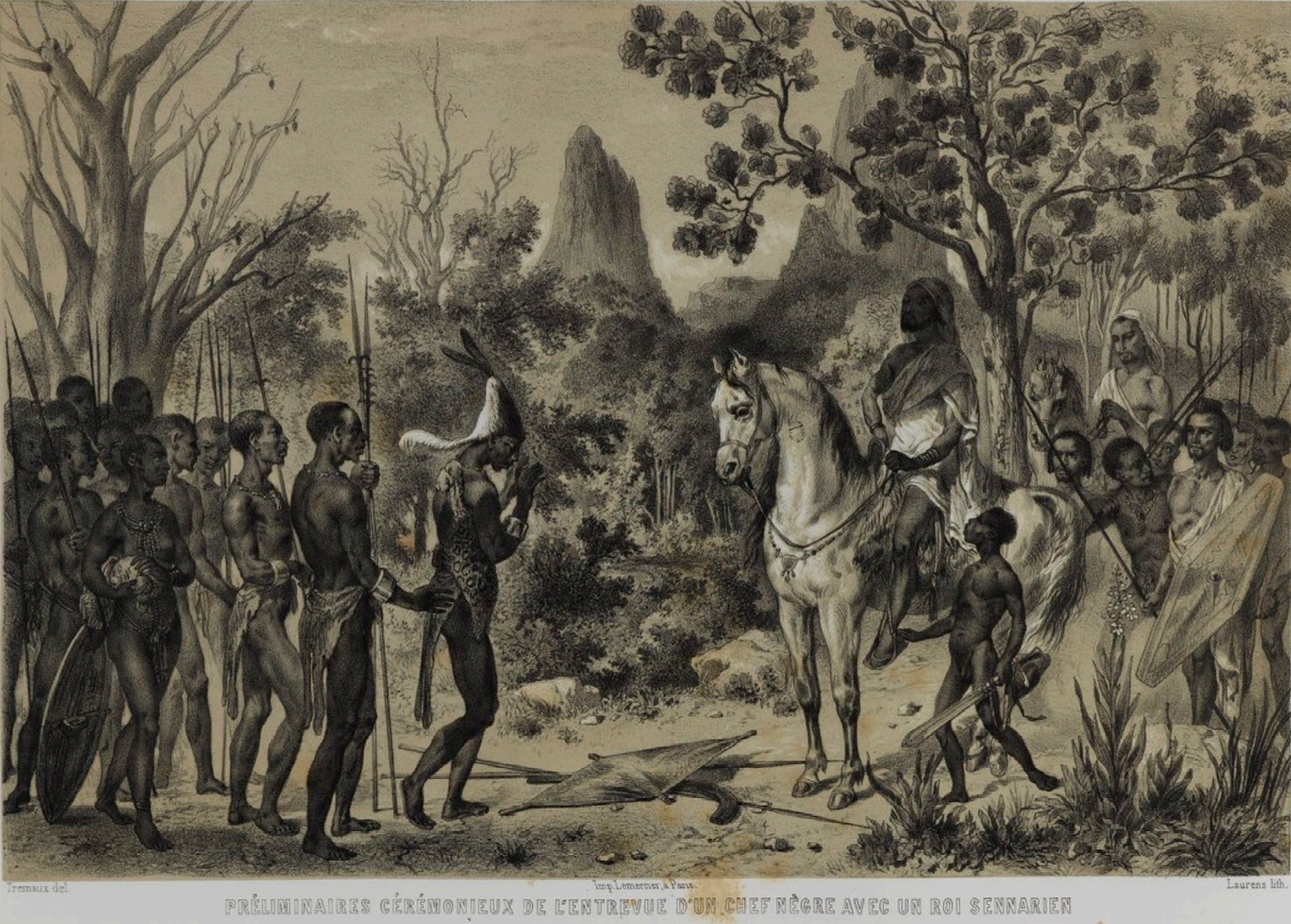
Després de la conquesta de Sennar, els Funj es van convertir en reis vassalls egipcis governant les muntanyes del centre de Gezira. En aquesta representació de mitjan, un rei Funj (a cavall) es troba amb un cap local

El 1820, Ismail bin Muhammad Ali, general i fill del vassall nominalment otomà Muhàmmad Alí Paixà, va iniciar la conquesta del Sudan. En adonar-se que els turcs estaven a punt de conquerir el seu domini, Muhammad Adlan es va preparar per resistir i va ordenar reunir l'exèrcit a la confluència del Nil, però va caure en un complot prop de Sennar a principis de 1821. Un dels assassins, un home anomenat Daf'Allah, va tornar a la capital per preparar la cerimònia de submissió del sultà Badi VII als turcs. Els turcs van arribar a la confluència del Nil el maig de 1821. Després, van viatjar riu amunt pel Nil Blau fins a arribar a Sennar. Van quedar decebuts en assabentar-se que Sennar, que havia gaudit d'una reputació de riquesa i esplendor, estava reduïda ara a un munt de ruïnes. El 14 de juny van rebre la presentació oficial de Badi VII.

## Govern

### Administració

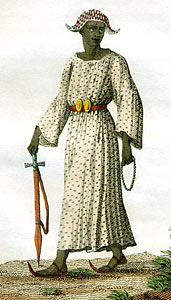
Un manjil de Fazughli

Els sultans de Sennar eren poderosos, però no del tot, ja que un consell de 20 ancians també tenia veu en les decisions estatals. A sota del rei hi havia el ministre en cap, l'amin i el jundi, que supervisaven el mercat i actuaven com a comandant de la policia estatal i del servei d'intel·ligència. Un altre funcionari de l'alt tribunal va ser el sid al-qum, guardaespatlles i botxí real. Només a ell se li va permetre vessar sang reial, ja que va rebre l'encàrrec de matar tots els germans d'un rei acabat d'escollir per evitar guerres civils.
L'estat estava dividit en diverses províncies governades per un manjil. Cadascuna d'aquestes províncies es va tornar a dividir en subprovíncies governades per un makk, cadascuna d'elles subordinada al seu respectiu manjil. El manjil més important va ser el dels Abdallabs, seguit per Alays al Nil Blanc, els reis de la regió del Nil Blau i finalment la resta. El rei de Sennar va exercir la seva influència entre els manjils obligant-los a casar-se amb una dona del clan reial, que actuava com a espies reials. Un membre del clan reial també sempre seia al seu costat, observant el seu comportament. A més, els manjils havien de viatjar cada any a Sennar per retre homenatge i donar compte dels seus fets.
Va ser sota el rei Badi II quan Sennar es va convertir en la capital fixa de l'estat i quan van aparèixer documents escrits sobre qüestions administratives, amb el més antic conegut que data de 1654.

### Militar

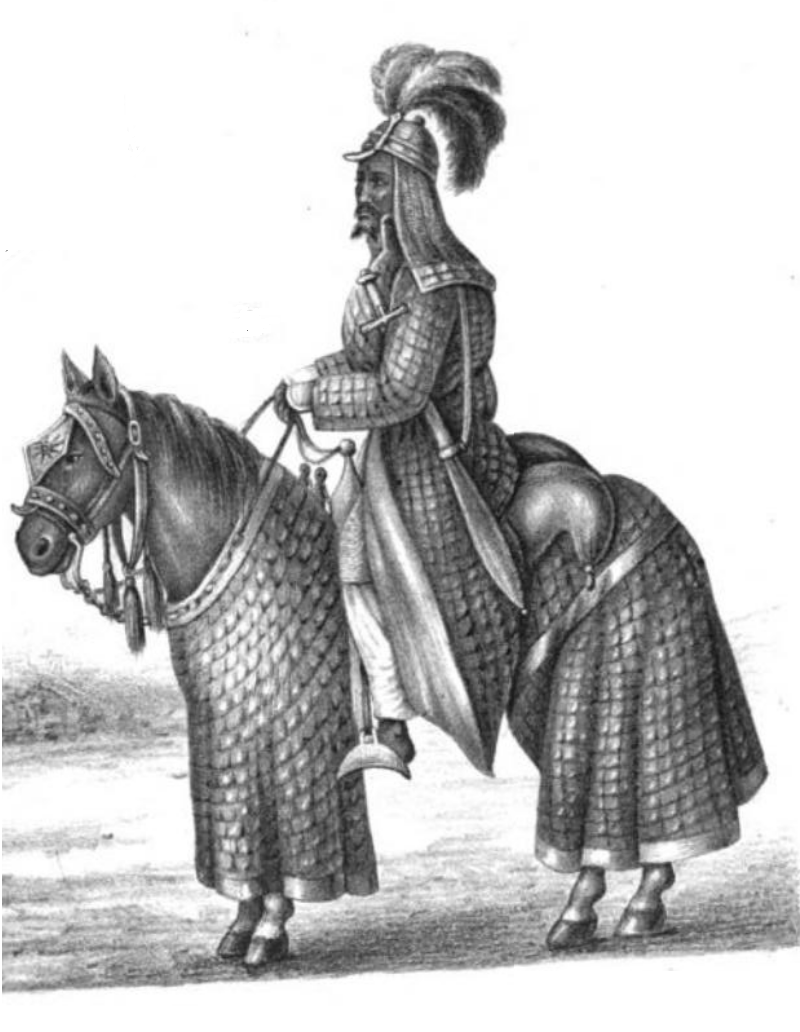
Un cavaller blindat de Shukuri el 1879

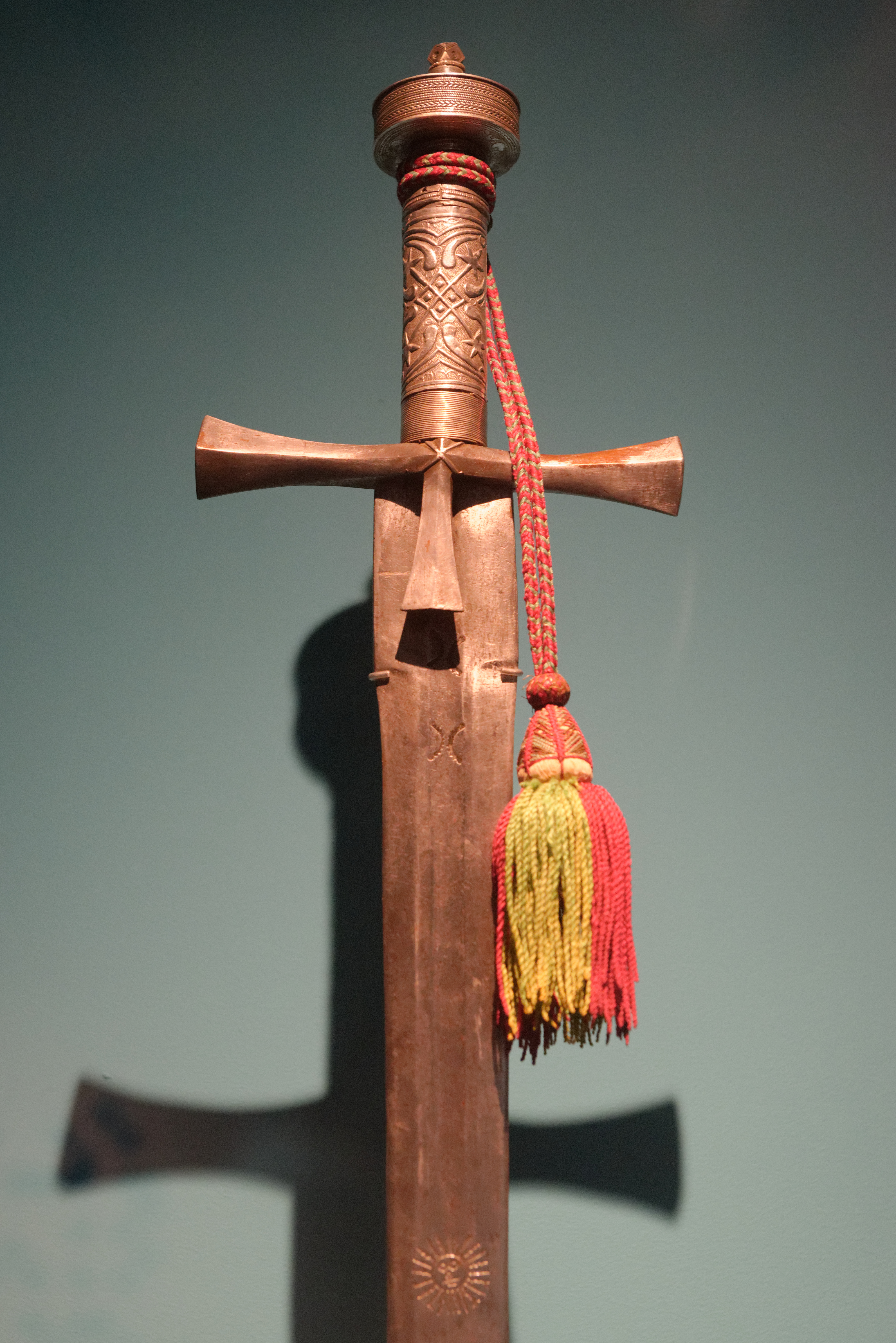
Espasa de Nasir ibn Badi IV. Corporació Nacional d'Antiguitats i Museus del Sudan.

L'exèrcit de Sennar era feudal. Cada casa noble podia plantar una unitat militar mesurada pel seu poder pels seus genets. Els subjectes, encara que generalment armats, rarament eren cridats a la guerra, només en casos de màxima necessitat. La majoria dels guerrers de Funj eren esclaus tradicionalment capturats en incursions anuals d'esclaus anomenats salatiya, dirigides als apàtrides no musulmans de les muntanyes de Nuba, denominats pejorativament com Fartit. L'exèrcit es dividia en infanteria, representada per un oficial anomenat muqaddam al-qawawid, i cavalleria, representada pel muqaddam al-khayl. El sultà rarament dirigia els exèrcits a la batalla i nomenava un comandant durant la campanya, anomenat amin jaysh al-sultan. Els guerrers nòmades que lluitaven pels Funj tenien un líder propi, l ' aqid o qa'id.
L'armament dels guerrers Funj consistia en llances, ganivets, javelines, escuts i, sobretot, llargues espases amples que es podien fer servir a dues mans. L'armadura corporal consistia en cuir o edredons, mentre que les mans estaven protegides amb guants de cuir. Als caps, hi havia cascos de ferro o de coure gastats. Els cavalls també estaven blindats, amb cobrellits gruixuts, barrets de coure i plaques de pit. Tot i que l'armadura també es fabricava localment, de vegades també s'importava. A finals del segle xvii, el sultà Badi III va intentar modernitzar l'exèrcit important armes de foc i fins i tot canons, però ràpidament es van ignorar després de la seva mort, no només perquè la importació era cara i poc fiable, sinó també perquè les elits armades temien tradicionalment el seu poder. A principis de la dècada de 1770 James Bruce va remarcar que el sultà no tenia "ni un mosquet en tot el seu exèrcit".
Una vegada a l'any, Sennar realitzava una incursió d'esclaus contra les regions del sud i del sud-oest.
Els Funj van fer ús de mercenaris Xíl·luks i Dinkes.

## Cultura

### Religió

#### Islam

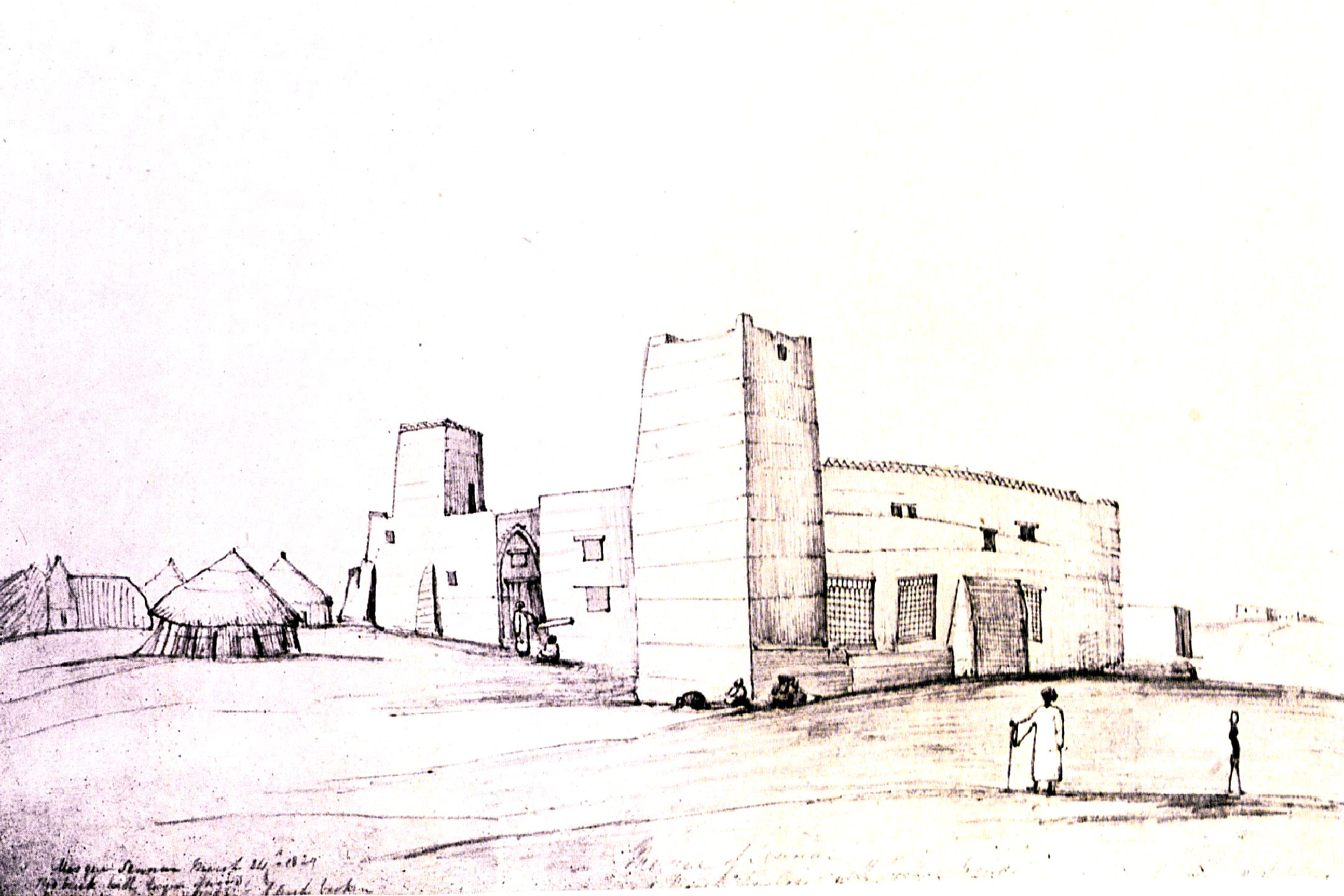
La mesquita de Sennar el 1829

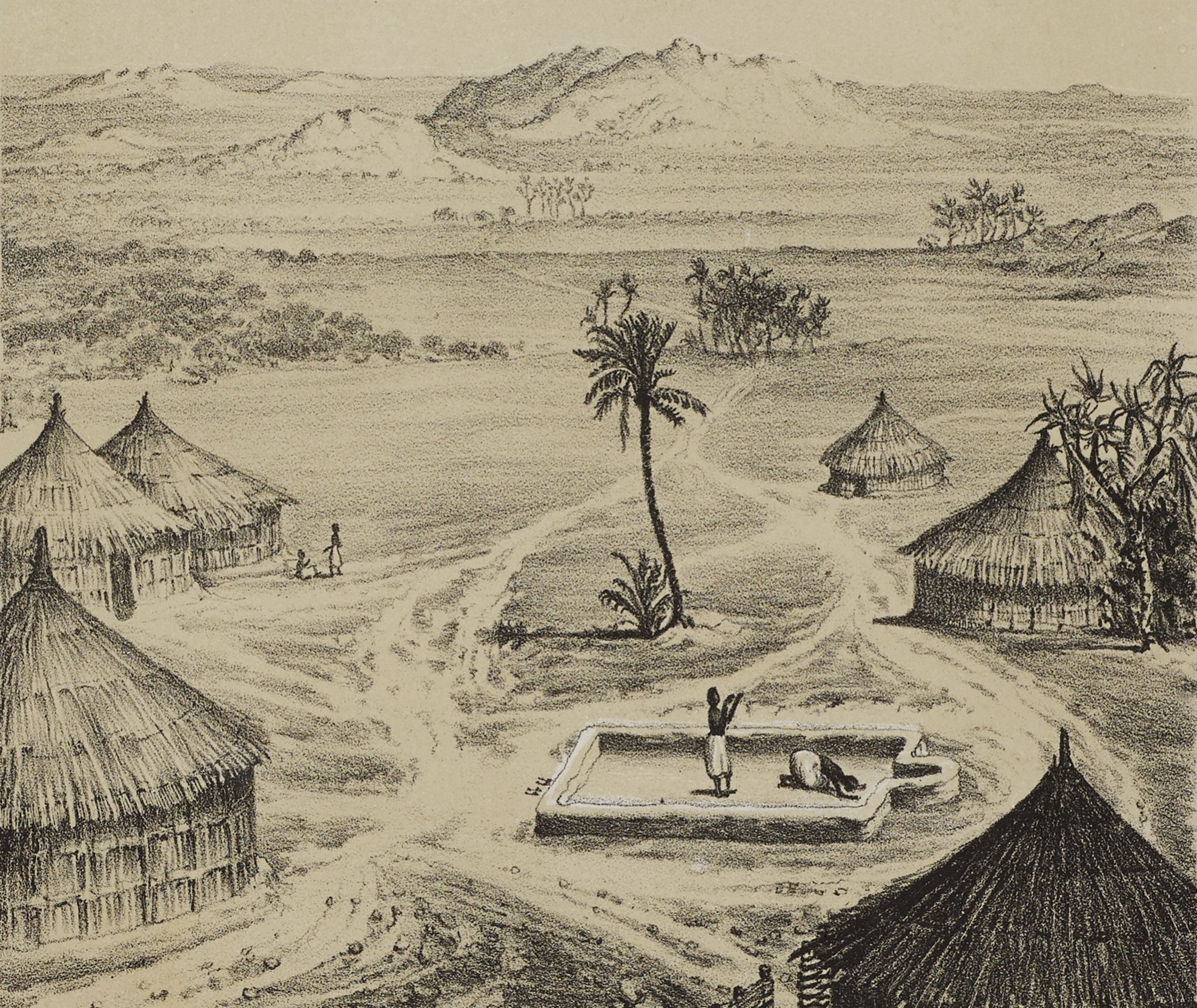
Mesquita senzilla del poble a l'Alta Núbia, a mitjan segle XIX

En la visita de David Reubeni el 1523, els Funj, originàriament pagans o cristians sincrètics, s'havien convertit a l'islam. Probablement es van convertir per facilitar el seu domini sobre els seus súbdits musulmans i per facilitar el comerç amb països veïns com Egipte. El seu abraçament de l'Islam va ser, però, només nominal i, de fet, els Funj van fins i tot retardar la islamització de Núbia, ja que van reforçar temporalment les tradicions sacres africanes. La monarquia que van establir era divina, similar a la de molts altres estats africans: El sultà de Funj tenia centenars de dones i va passar la major part del seu regnat al palau, apartat dels seus súbdits i mantenint el contacte només amb un grapat de funcionaris. No estava permès veure'l menjar. En la rara ocasió que va aparèixer en públic ho va fer només amb un vel i acompanyat de molta pompa. El sultà era jutjat regularment i, si es trobava indesitjable, podia ser executat. Es creia que tots els Funj, però sobretot el Sultà, eren capaços de detectar la bruixeria. Es creia que els talismans islàmics escrits a Sennar tenien poders especials a causa de la proximitat amb el sultà. Entre la població, els fonaments de la fe islàmica no eren àmpliament coneguts. El porc i la cervesa es consumien com a aliment bàsic a gran part del regne, la mort d'un individu important era lamentada pel "ball comunitari, l'automutilació i el gir al voltant de les cendres del foc de la festa". S'esperava que almenys en algunes regions, persones grans, paralítiques i d'altres que creien que suposaven una càrrega per als seus familiars i amics sol·licitessin ser enterrats vius o d'una altra manera. Fins a finals del segle xvii, al Soldanat de Funj encara es registrava que no seguia les "lleis dels turcs", és a dir, de l'Islam. Així, fins al segle xviii l'islam no era gaire més que una façana.
Malgrat això, els Funj van actuar com a patrocinadors de l'islam des del principi, fomentant l'assentament dels homes sagrats musulmans al seu domini. En el període posterior, les guerres civils van obligar els camperols a buscar protecció als homes sants; els sultans van perdre la població camperola a causa dels Ulama.

#### Cristianisme

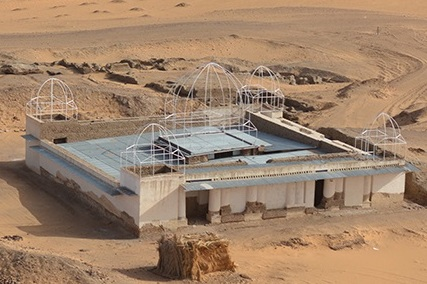
L'església de Banganarti del, antigament un dels centres de peregrinació més importants dels cristians de Nubia, va romandre un lloc de culte fins a finals del segle XVI.

El col·lapse dels estats cristians nubians va anar de la mà del col·lapse de les institucions cristianes. La fe cristiana, però, continuaria existint, tot i que va disminuint gradualment. Al segle xvi, grans parts de la població de Núbia encara haurien estat cristianes. Es va registrar que Dongola, l'antiga capital i centre cristià del regne makurià, havia estat islamitzada en gran part a principis del segle xvi, tot i que una carta franciscana confirma l'existència d'una comunitat al sud de Dongola que practicava un "cristianisme degradat" fins al 1742. Segons el relat de Poncet de 1699, els musulmans van reaccionar a la trobada de cristians als carrers de Sennar recitant la Shahada. La regió de Fazughli sembla haver estat cristiana almenys durant una generació després de la seva conquesta el 1685; es va esmentar un principat cristià a la regió fins al 1773. El Tigre al nord-oest d'Eritrea, que formaven part de la confederació Beni Amer, va romandre cristiana fins al segle XIX. Els rituals procedents de les tradicions cristianes van sobreviure a la conversió a l'islam i encara es practicaven fins al segle xx.
Des del segle XVII hi havia grups cristians estrangers, majoritàriament comerciants, a Sennar, inclosos coptes, etíops, grecs, armenis i portuguesos. El soldanat també va servir d'interpretació per als cristians etíops que viatjaven a Egipte i Terra Santa, així com per als missioners europeus que viatjaven a Etiòpia.

### Idiomes
En el període cristià, s'havien parlat llengües nubianes entre la regió del nord d'Assuan fins a un punt indeterminat al sud de la confluència del Nil Blau i el Blanc. Es van mantenir durant el període Funj, però van ser substituïdes gradualment per l'àrab, un procés realitzat al centre del Sudan al segle XIX.
Després de la conversió de Funj a l'islam, l'àrab va créixer fins a convertir-se en la llengua franca de l'administració i el comerç, mentre que també s'utilitzava com a llengua de religió. Mentre que la cort reial continuaria parlant la seva llengua preàrab durant algun temps cap al 1700, la llengua de comunicació de la cort ja era l'àrab. Al segle xviii, l'àrab es va convertir en la llengua escrita de l'administració estatal. Fins al 1821, quan va caure el regne, alguns nobles provincials encara no eren capaços de parlar àrab. Evliya Çelebi (segle XVII) i Joseph Russegger (mitjan segle XIX) van descriure una llengua preàrab al centre de Funj. Çelebi va proporcionar un llistat de numerals i un poema, tots dos escrits en escriptura àrab; els números són clarament kanuri, mentre que el llenguatge utilitzat per al poema roman identificat. Russegger va afirmar que una llengua dels fongs, que semblava similar al nubià i que va absorbir moltes paraules àrabs, es parlava al nord fins a Khartum, encara que ja reduïda a un paper secundari en comparació amb l'àrab. A Kordofan, el nubià encara es parlava com a llengua principal fins a la dècada de 1820 i 1830.

## Comerç
Durant el regnat del sultà Badi III a finals del segle xvii i principis del XVIII, la pròspera i cosmopolita capital de Sennar va ser descrita com "a prop de ser la ciutat comercial més gran" de tota l'Àfrica. La riquesa i el poder dels sultans havien descansat durant molt de temps en el control de l'economia. Totes les caravanes eren controlades pel monarca, així com el subministrament d'or que funcionava com a moneda principal de l'estat. Els importants ingressos provenien de les taxes duaneres que cobraven els encaminadors de caravanes que portaven a Egipte i els ports del Mar Roig i del tràfic de peregrinació del Sudan occidental. A finals del segle xvii els Funj havien obert el comerç amb l'Imperi Otomà. A finals del segle xvii, amb la introducció de la moneda, es va imposar un sistema de mercat no regulat i els sultans van perdre el control del mercat davant una nova classe mitjana mercantil. Les divises foren molt utilitzades pels comerciants que trencaven el poder del monarca per controlar de prop l'economia. El comerç pròsper va crear una classe rica de comerciants cultes i alfabetitzats, que llegien àmpliament sobre l'islam i es preocupaven molt per la manca d'ortodòxia al regne. El soldanat també va fer tot el possible per monopolitzar el tràfic d'esclaus a Egipte, sobretot mitjançant la caravana anual de fins a mil esclaus. Aquest monopoli va tenir més èxit al segle xvii, tot i que va funcionar fins a cert punt al XVIII.

## Governants
Els governants de Sennar ostentaven el títol de Mek (sultà). El seu nombre real varia segons la font.

## Regents de Hamaj
- Abu Likayik - 1769–1775 / 6
- Badi walad Rajab - 1775 / 6–1780
- Rajab 1780–1786 / 7
- Nasir 1786 / 7–1798
- Idris wad Abu Likayik - 1798–1803
- Adlan wad Abu Likayik - 1803
- Wad Rajab - 1804-1806

## Mapes

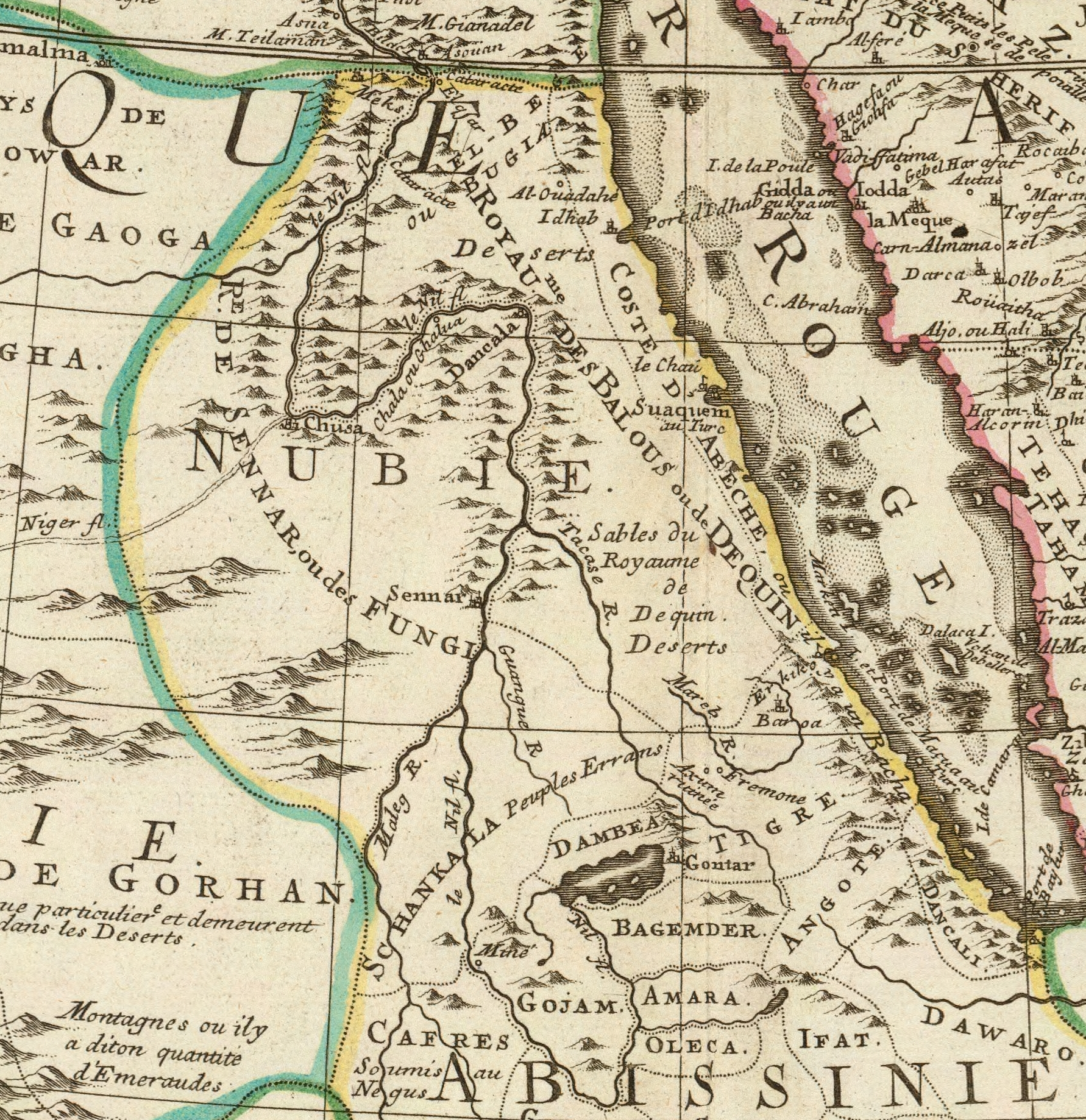
Mapa de Guillaume Delisle (1701)
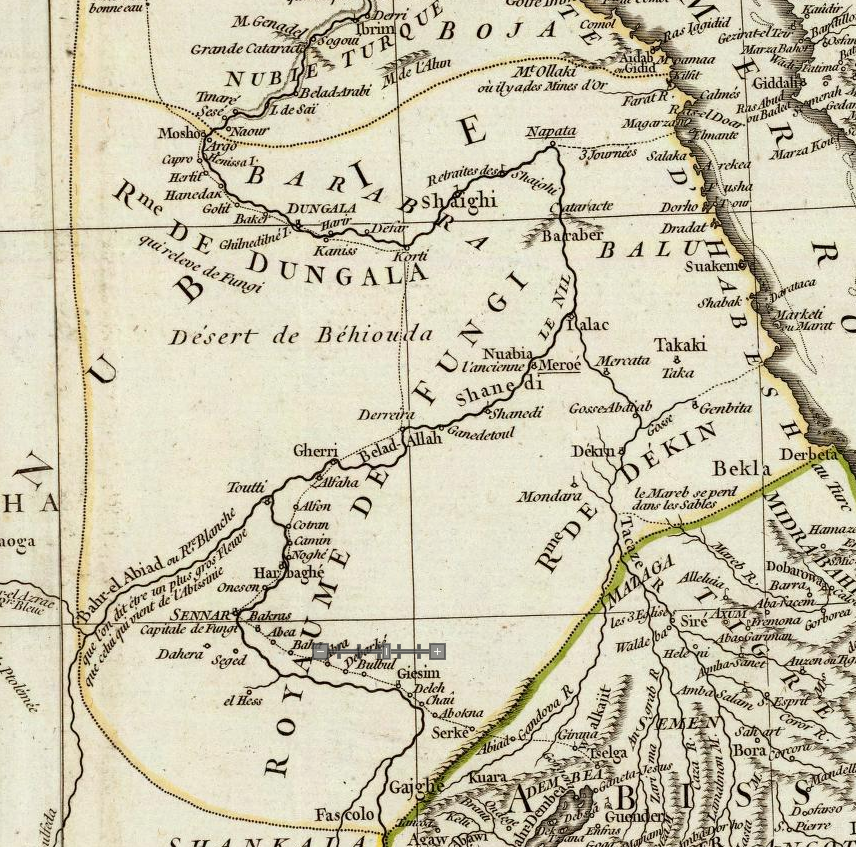
Mapa de Jean Baptiste Bourguignon d'Anville (1749)
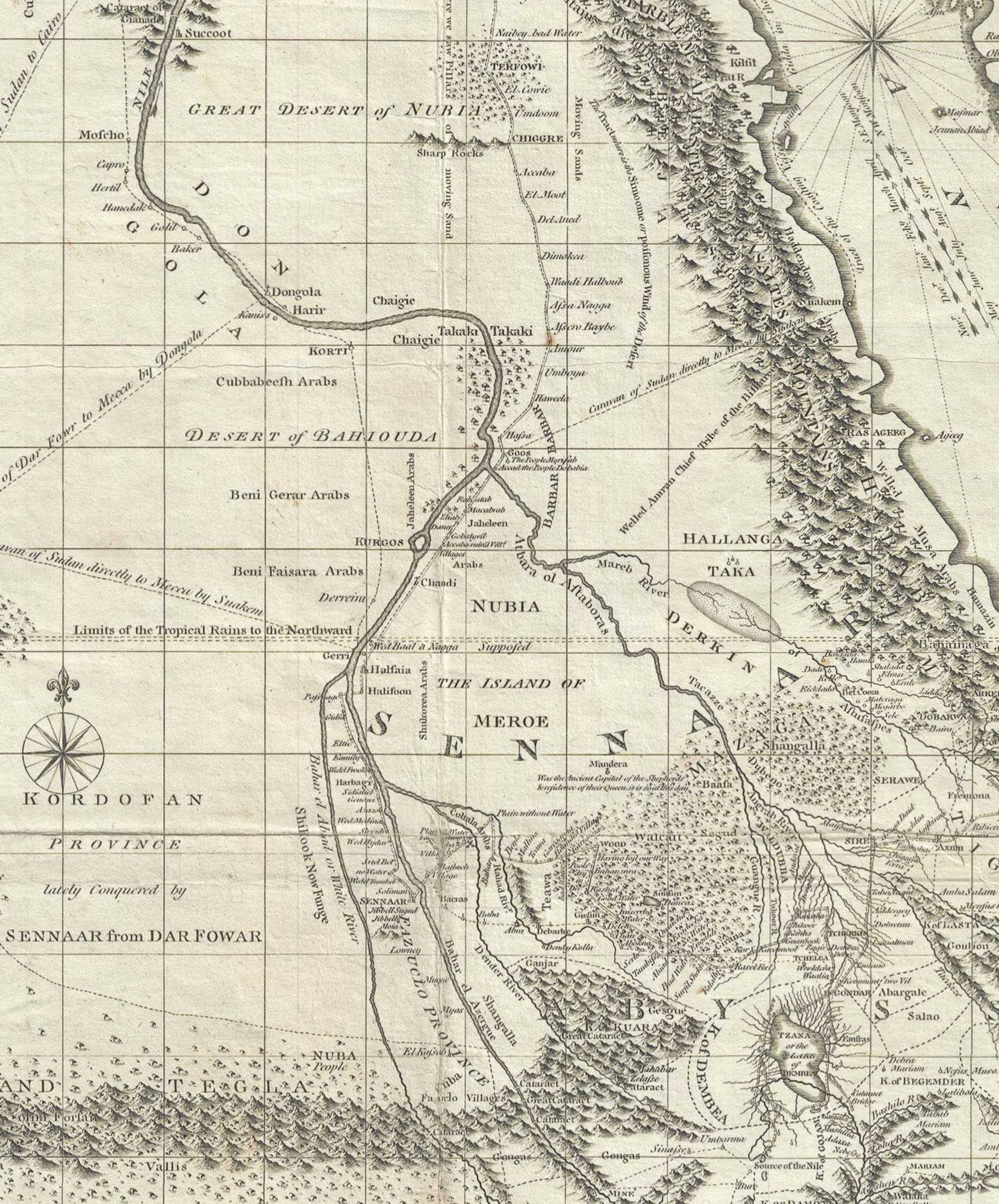
Mapa del viatger James Bruce, que va recórrer el país a principis de la dècada de 1770